# Knoebels Amusement Resort
Koordinaten: 40° 52′ 44″ N, 76° 30′ 18″ W
Knoebels Amusement Resort ist ein Freizeitpark in Elysburg, Pennsylvania, USA. Er wurde  1926 als Knoebels Groves eröffnet. Von 1981 bis 2006 wurde der Park unter dem Namen Knoebels Amusement Park & Resort betrieben.

## Achterbahnen
| Name           | Typ                              | Hersteller                     | Eröffnungsjahr | Bemerkungen                                                                                                | Weblinks |
| -------------- | -------------------------------- | ------------------------------ | -------------- | --- | -------- |
| Black Diamond  | Dunkelachterbahn, Hybrid Coaster | Philadelphia Toboggan Coasters | 2011           | Ursprünglich 1960 als Golden Nugget in Dinosaur Beach eröffnet.                                            |          |
| Flying Turns   | Holzachterbahn, Bobachterbahn    | eigenbau                       | 2013           | |          |
| Impulse        | Stahlachterbahn mit Inversionen  | Zierer Rides                   | 2015           | Ist zurzeit (Stand November 2023) die einzige Auslieferung vom Modell Tower Speed des Herstellers.         |          |
| Kozmo's Kurves | Familienachterbahn               | E&F Miler Industries           | 2009           | |          |
| Phoenix        | Holzachterbahn                   | Philadelphia Toboggan Coasters | 1985           | Ursprünglich 1948 als Rocket in Playland Park eröffnet.                                                    |          |
| Twister        | Holzachterbahn                   | eigenbau                       | 1999           | Nach den durch John Fetterman angepassten Konstruktionspläne der Mr. Twister aus Elitch Gardens errichtet. |          |

### Ehemalige Achterbahnen
| Name                      | Typ                              | Hersteller          | Eröffnungsjahr | Schließungsjahr | Bemerkungen | Weblinks |
| ------------------------- | -------------------------------- | ------------------- | -------------- | --------------- | --- | -------- |
| High Speed Thrill Coaster | Familienachterbahn               | Overland Amusements | 1955           | 2008            | War eine von nur fünf hergestellten Achterbahnen des Herstellers.                                                                                |          |
| Jet Star                  | Stahlachterbahn ohne Inversionen | Schwarzkopf GmbH    | 1977           | 1992            | Ursprünglich 1976 auf Coney Island eröffnet. Befand sich von 1993 bis 1999 in Morey's Piers und befindet sich seit 2000 im Luna Park La Palmyre. |          |
| Whirlwind                 | Stahlachterbahn mit Inversionen  | Vekoma              | 1993           | 2004            | Ursprünglich 1984 in Playland Park eröffnet, befindet sie sich seit 2005 in Parque Diversiones.                                                  |          |